# 泰米里夫卡
47°49′28″N 36°34′5″E / 47.82444°N 36.56806°E
泰米里夫卡（烏克蘭語：Темирівка）是位於烏克蘭東南部的村莊，由扎波羅熱州波洛希區的胡利亚伊波莱市镇負責管轄。該村始建於1825年，面積3.1平方公里，海拔高度154米，2001年人口618，人口密度每平方公里200.3人。